# Самылково (Сямженский район)
Самылково — деревня в Сямженском районе Вологодской области.
Входит в состав Коробицынского сельского поселения, с точки зрения административно-территориального деления — в Коробицинский сельсовет.
Расстояние по автодороге до районного центра Сямжи — 42 км, до центра муниципального образования Георгиевской — 2 км. Ближайшие населённые пункты — Георгиевская, Узмица, Мартьяниха, Рубцово.
По данным переписи в 2002 году постоянного населения не было.